# Шишка
Ши́шка (лат. strobilus) — видоизменённый побег, развивающийся на концах веток голосеменных растений (хвойных и некоторых других) в виде маленьких образований, покрытых чешуйками. Разновидность стробилов.
Различают мужские (microstrobilus) и женские (megastrobilus) шишки. В зависимости от группы растений (однодомные или двудомные), мужские и женские шишки могут находиться на одном либо на разных растениях. Большинство хвойных являются однодомными.

## Строение
На чешуйках мужских шишек находятся пыльцевые мешки, в которых развивается пыльца, имеющая два воздушных пузырька. После высыпания пыльцы мужские шишки опадают.
Женская шишка имеет ось, на которой по спирали располагаются два типа чешуй: кроющие и семенные. На верхней стороне семенных чешуек женских шишек располагаются семяпочки, в каждой из которых формируются яйцеклетки. У большинства хвойных семяпочек две, но у некоторых видов растений больше — например, у кипариса их до 15, столько образуется и семян. Кроющие чешуи созревших женских шишек могут быть как тонкими (например, у растений родов ель, лиственница), так и толстыми, деревянистыми (сосна, кипарис). Растут чешуи всегда парами: семенная под кроющей. Кроющие и семенные чешуи могут срастаться у основания, а у сосен эти чешуи срастаются полностью, и от кроющей чешуи остаётся утолщённый конец, называемый апексом. Количество чешуй у разных видов может колебаться от нескольких штук до десятков. Их форма и размеры также могут быть разнообразны. Так, шишки некоторых африканских саговников весят до 50 кг.

## Распространение семян
Созревание семян в шишках может занимать от года до нескольких лет. Шишки имеют ряд приспособлений для распространения созревших семян. Так, созревшие шишки сосен, лиственниц и елей поникают, и реагируют на изменение влажности окружающего воздуха, сжимаясь при повышенной влажности (для защиты семян) и раскрываясь при малой (для их распространения). Эта особенность позволяет использовать их в качестве гигрометра. У пихт и некоторых других растений шишки рассыпаются на отдельные чешуи, и на дереве остаётся только стержень.

## Применение
Шишки и содержащиеся в них семена многих растений — ценное сырьё. Они используются в пищу, а иногда и для производства технических и парфюмерных масел и медицинских средств. В частности, в пищу используются семена различных видов кедровых сосен, зелёные сосновые шишки (для приготовления варенья), и другие. Разработаны устройства для обработки шишек и извлечения из них семян. Так, для получения семян сосны и ели используются шишкосушилки различных конструкций, для получения кедровых орешков применяются шишкодробилки.

## Шишки в культуре
В язычестве шишка являлась символом плодородия, а героя древнегреческих мифов бога Диониса сопровождали прислужницы-менады с тирсами, увенчанными шишками.
Шишка нередко используется в земельной геральдике современной России (см. напр. герб Хабаровского района, герб Шкотовского района), где она обычно символизирует богатство природных ресурсов территории.